# Silvestriola spatulata
Silvestriola spatulata är en tvåvingeart som beskrevs av Grover och Madhu Bakhshi 1978. Silvestriola spatulata ingår i släktet Silvestriola och familjen gallmyggor. Inga underarter finns listade i Catalogue of Life.